# 额尔古纳薹草
额尔古纳薹草（学名：Carex arguensis）是莎草科薹草属的植物。分布在蒙古、俄罗斯东西伯利亚以及中国大陆的黑龙江等地，生长于海拔500米的地区，常生长在草原沙地或沙丘松林中，目前尚未由人工引种栽培。